# Бальтазар Станіславський
Бальтазар Станіславський  гербу Пилява (пол. Baltazar (Balcer) Stanisławski; ? — 4 березня 1610, Краків) — польський шляхтич, державний діяч Речі Посполитої (Республіки Обох Націй), великий коронний підскарбій. Представник роду Станіславських.

## Життєпис
Походив з родини, що виводиться зі Станіславиців (Радомшанський повіт), яка на початку XVI ст. перенеслася до Руського воєводства. Син Каспера (пом. 1598 чи 1599), від 1574 р. — сяноцький підчаший) та його першої дружини Анни з Красіцьких — сестри коронного обозного Станіслава.
18 травня 1579 р. у Вільнюсі був прийнятий до двору короля Стефана Баторія, записаний у почт секретарів. З двором був пов'язаний до кінця свого життя, що сприяло отриманню маєтностей, урядів. 9 листопада 1581 року був писарем польним коронним, між 1582—1584 роками став сяноцьким підкоморієм (згаданий також галицьким підстолієм у 1587 році). Брав участь у виправах на московитів у 1579-1581 роках. Учасник Вишенських сеймиків 1587, 1589 років (документально підтверджене), від якого посол на конвокаційний сейм 7 березня 1587 р.
У день коронації Сигізмунда ІІІ Вази став кухмістром коронним 27 грудня 1587 р. 24 січня 1588 року брав у часть у битві під Бичиною як ротмістр гусарів. 1594 року товаришив королю в подорожі до Швеції. 15 травня 1606 р. став підскарбієм надвірним коронним, 27 травня 1606 р. — сяноцьким каштеляном. 28 квітня 1608 року брав участь у з'їзді сенаторів у Кракові, 9 липня підписав універсал між королем та рокошанами. 1609 року брав участь у Варшавському сеймі. В регіональному житті брав участь як посередник між Яном Красіцьким та Ліґензами (причини невідомі, дійшло до вбивства опочинського старостича Станіслава Ліґензи). 3 травня 1609 року став підскарбієм великим коронним. Виконував обов'язки сумлінно, скрупульозно, чим викликав прихильність королів.
Мав двір у Плонній (Сяноцька земля), який 1604 р. був дощенту знищений «бескидниками».
30 червня 1582 року купив у радомського каштеляна Єжи Мнішека село Марківці (Сяноцька земля). 1576 року отримав від опата цистерціїв у Щижиці Пйотра Боровського в доживоття с. Кшишковиці (Щижицький повіт), але через кілька років не був її посесором. 14 вересня 1580 року отримав у доживоття в с. Пловці (Сяноцький повіт, 1589 року відступив Хлопіцьким), 21 серпня 1592 року — доживоттям Назавчів (Назавизів, Галицький повіт). 9 листопада 1592 року отримав запис квоти 4456 злотих польських на Мельницькому старостві (Підляшшя), 18 травня 1595 року села Хрептіїв, Булгаків (Поділля), Печерна (Львівська земля), Секерчиці й Ординя (Перемиська земля, відступив у 1597 р. ловчому перемиському Пйотру Дуніковському). 6 березня 1596 р. став старостою шидловським (Вислицький повіт; 3 липня 1606 року передав сину), 29 березня 1597 p. село Новоселиці (Сяноцька земля, від воєводи сандомирського Єжи Мнішека), 20 січня 1598 р. село Загутин (Сяноцька земля, два останні 1601 року відступив зятю Миколаю Мелецькому). 22 червня 1598 року друга дружина Катажина привнесла дожиттєво староства Староґардське, Осецьке. 2 жовтня 1604 року отримав у доживоття села Підліски, Орташів, Стронятин, Кужелів, Сухоріччя, Дрогошів у Львівській землі; 5 січня 1606 року передав їх Станіславу Ґлембоцькому (без Сухоріччя). 1604 р. оскаржив сандомирського підкоморія Збіґнєва Лянцкоронського за привласнення ґрунтів Шидловського староства. 1605 року був доброчинцем (точно не відомо, як) кляштора бернардинів у Новому.
Помер у Кракові 4 березня 1610 року. Був похований у Потоку поблизу Шидловця; у місцевому костелі була йому епітафія.

### Сім'я
Перша дружина — Ельжбета з Гербуртів з Фельштина — вдова городельського старости, перемиського стольника Яна Пілецького (пом. 1574), сестра руського воєводи Миколая Гербурта; жила 26 жовтня 1596 р. Діти:
- Зофія — дружина Миколая Мелецького
- Ян Кароль (1580—1636) — чоловік: 1) Зофії Тарновської (пом. між 1615 і 1618 р.; праправнучка белзького старости Яна Фелікса «Шрама»[3]), вдови Прецлава Лянцкоронського (помер 1612), похований у Шидлові.

Друга дружина — Катажина з Вояновських (померла перед травнем 1608 р., вдова Мартона Бежевича).